# ロッコ・ライツ
ロッコ・ライツ（Rocco Reitz, 2002年5月29日 - ）は、ドイツ・ノルトライン＝ヴェストファーレン州デュースブルク出身のサッカー選手。ボルシア・メンヒェングラートバッハ所属。ポジションはMF。

## クラブ経歴
ユース時代からボルシア・メンヒェングラートバッハで過ごし、2018年にU-19チームに昇格。更に2020年にチームIIを経てトップチームに昇格。10月24日の1.FSVマインツ05戦でプロデビュー。その後CLの出場メンバーにも登録されるなどトップチームに定着したものの、2020-21シーズンはブンデスリーガの2試合の出場にとどまった。
2021年8月3日、シント＝トロイデンVVへの1年間のローン移籍が発表された。